# Frösjön, Halland
Frösjön är en sjö i Varbergs kommun i Halland och ingår i Ätran-Himleåns kustområde.